# Cmentarz wojenny nr 231 – Jodłowa
Cmentarz wojenny nr 231 w Jodłowej – cmentarz z I wojny światowej, zaprojektowany przez Gustava Rossmanna, położony na terenie wsi Jodłowa, w powiecie dębickim, w województwie podkarpackim. Jeden z ponad 400 zachodniogalicyjskich cmentarzy wojennych zbudowanych przez Oddział Grobów Wojennych C. i K. Komendantury Wojskowej w Krakowie. Należy do V Okręgu Cmentarnego Pilzno.

## Opis
Znajduje się w centrum Jodłowej, przy cmentarzu parafialnym. W centralnej części znajduje się kamienny pomnik zwieńczony zniczem. Wyryto na nim napis (tłum.): 
"Sam Bóg dał nam prawo do waszych serc". 
Nagrobki wykonane są z kamienia, zwieńczone żeliwnymi krzyżami.
Na cmentarzu w 2 mogiłach zbiorowych i 48 grobach pojedynczych pochowano 77 żołnierzy:
- 35 austro-węgierskich
- 42 rosyjskich

poległych w maju 1915.

## Galeria

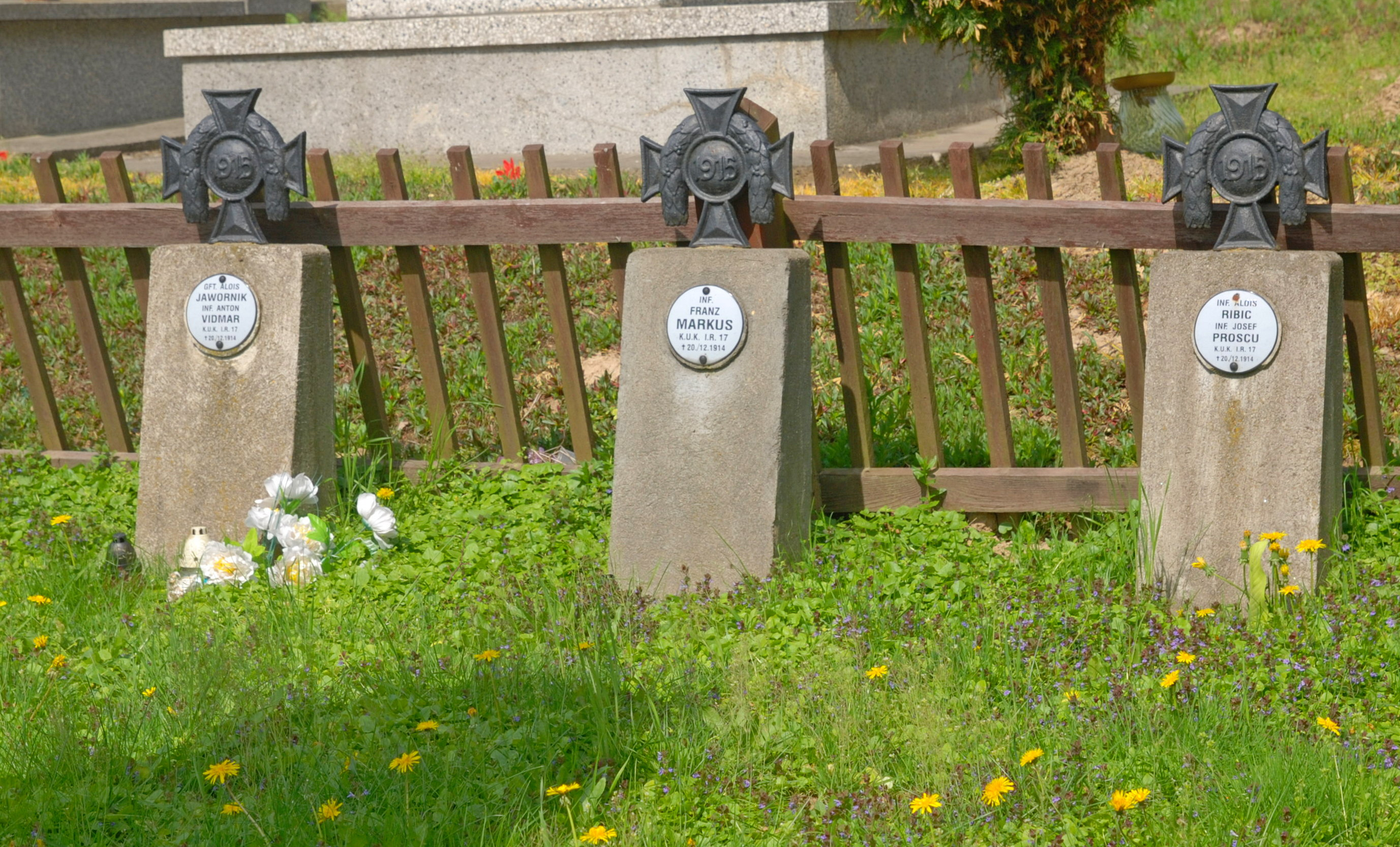
Nagrobki z małymi krzyżami austriackimi
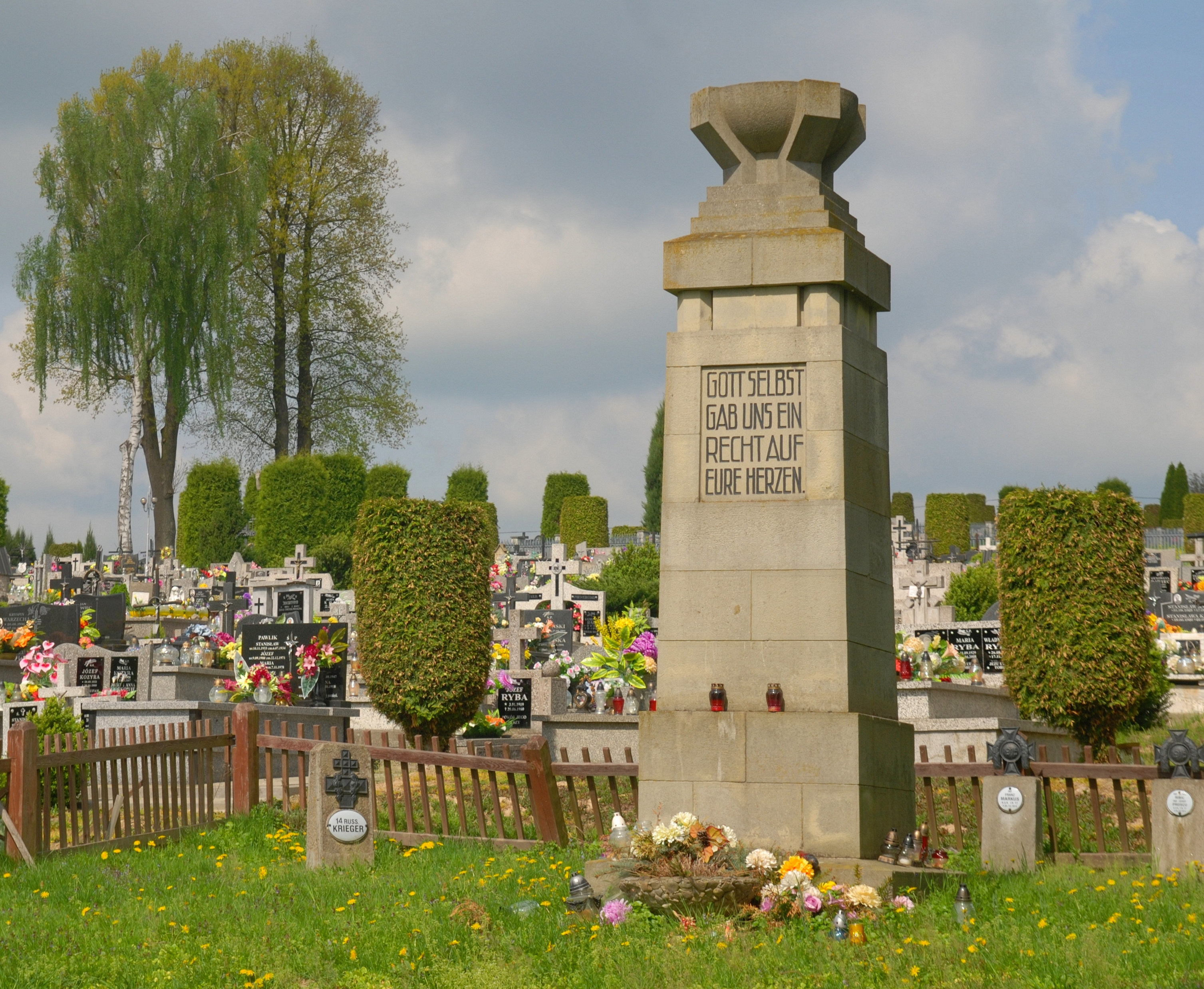
Pomnik centralny
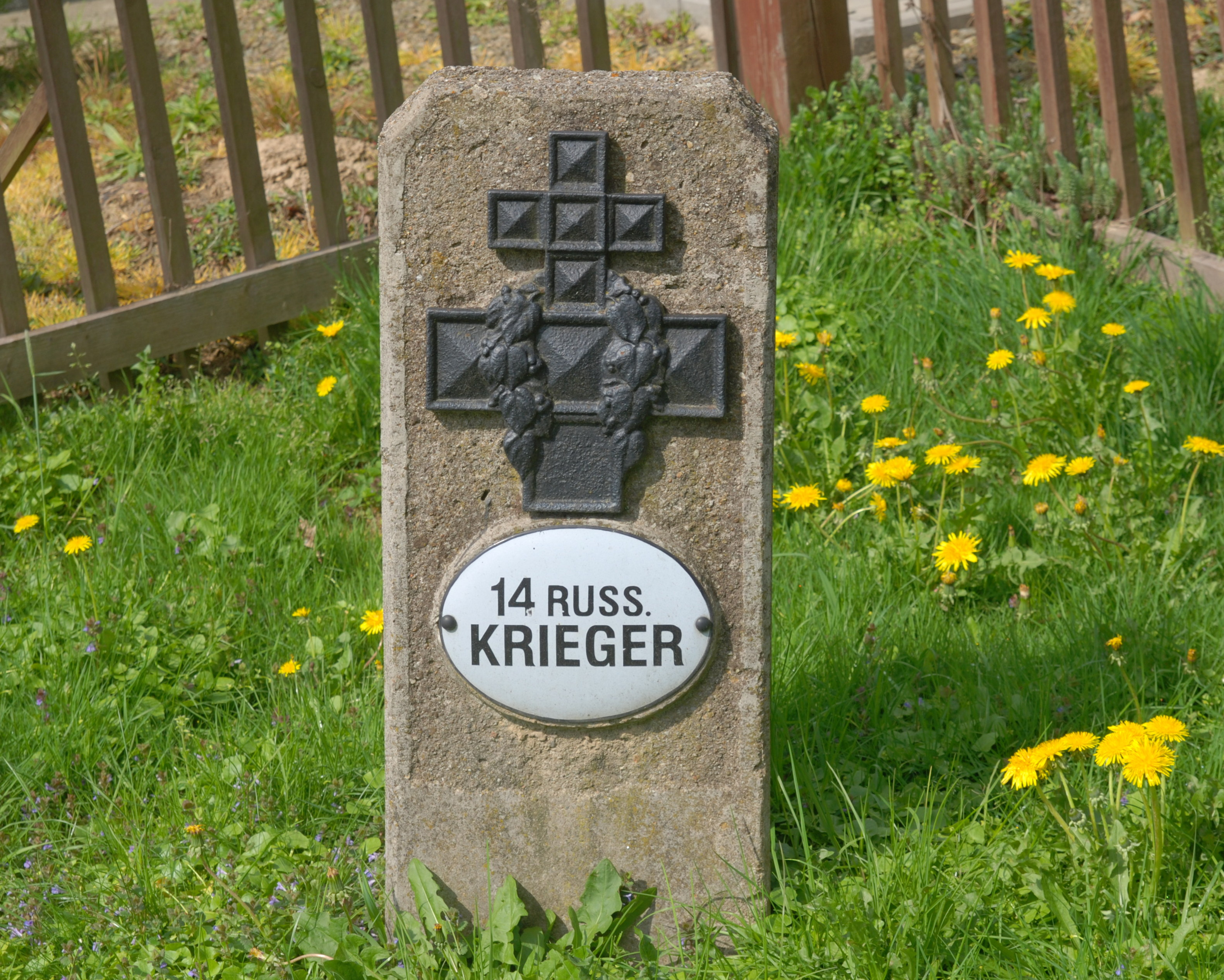
Nagrobek z małym krzyżem rosyjskim